# Jolson Sings Again
Jolson Sings Again ist eine US-amerikanische Künstlerbiografie von Henry Levin mit Larry Parks als Sänger und Schauspieler Al Jolson. Der Film ist die Fortsetzung des drei Jahre zuvor aufgeführten Films Der Jazzsänger (The Jolson Story).

## Handlung
Auf Wunsch seiner Frau Julie Benson hat sich der Entertainer Al Jolson aus dem Showgeschäft zurückgezogen, aber als sie ihn in einem Nachtclub singen hört, muss sie einsehen, dass die Showbühne und der Gesang für ihn das Leben bedeutet und er beides niemals aufgeben wird. Daraufhin verlässt Julie ihn. Al versteht ihre Entscheidung nicht und reist Julie nach New York nach, um sie nach Hause zu bringen. Als er bei ihr ankommt, ist Julie jedoch verschwunden. Sein Freund und ehemaliger Manager Steve Martin kommt zu ihm und wird von dem niedergeschlagenen Al gebeten, ein neues Engagement für ihn zu finden. Al beginnt wieder aufzutreten, aber als er erfährt, dass Julie sich scheiden lassen will, verlässt er die Bühne. Inzwischen sind die USA in den Zweiten Weltkrieg eingetreten. Al verdrängt seine Sorgen, indem er umherreist, Rennpferde kauft und sich mit dem Boxsport befasst. Nebenher hat er auch viele neue Frauenbekanntschaften. Dann erkrankt seine alte Mutter, Mrs. Yoelson, an einer Lungenentzündung. Al scheint aufgrund seiner hektischen Aktivitäten nicht schnell genug auffindbar, sodass seine Mutter stirbt, ehe der Sohn sie noch einmal sehen konnte.
Als Al schließlich im Elternhaus eintrifft, macht ihm sein Vater klar, dass er das Leben, wie er es jetzt führt, missbilligt, zumal sich das Vaterland im Krieg befindet. Steve erklärt, dass er nun für die US-Truppenbetreuung arbeitet und sein Job ist, dafür Künstler zu buchen. Al meldet sich und wird sofort engagiert. In Alaska trifft er auf Col. Ralph Bryant, einst im Zivilberuf Filmproduzent, der Al schon seit Kindertagen schätzt. Al erkennt, dass er noch nicht vollkommen vergessen ist und beschließt, auf Truppenbetreuungstournee zu gehen. Er hat großen Erfolg, aber eines Tages bricht er aus Erschöpfung zusammen und bekommt hohes Fieber. Als er in einem Krankenhaus aufwacht, steht vor ihm die attraktive Krankenschwester Ellen Clark. Ellen ist sehr bodenständig und gefällt ihm wie auch seinem Vater, der Al am Krankenbett besucht, ausnehmend gut. Der alte Kantor Yoelson macht Ellen klar, dass er ihren an Al gerichteten Rat, sich zu entspannen und das Leben zu genießen, wertschätzt.
Obwohl noch nicht vollkommen genesen, um die kämpfenden Truppen zu unterhalten, tritt Al jetzt in Krankenhäusern auf und reist um die Welt, bis er in einem Krankenhaus von Arkansas ankommt, wo Ellen eine neue Arbeitsstelle gefunden hat. Die beiden beginnen sich zu verlieben, obwohl Ellen viel jünger ist als er. Sie ermutigt Al, wieder auf die Bühne zu gehen, fordert ihn aber auch auf, mehr aus seinem Leben zu machen als nur auf der Bühne zu singen. In Kalifornien bricht Al erneut zusammen und unterzieht sich einer Lungen-Operation. Ellen eilt an seine Seite, und schließlich heiraten die beiden. Das glückliche Ehepaar zieht zurück in dasjenige Haus in Encino, in dem Al einst mit Julie gelebt hatte. Bald muss Ellen aber erkennen, dass Al die Bühne und den Gesang so nötig braucht wie die Luft zum Atmen. Als sie Steve bittet, für ihn Auftrittsmöglichkeiten zu organisieren, gesteht Steve, dass niemand am Broadway Al mehr verpflichten wolle. Nachdem Kantor Yoelson zu einem langen Besuch eintrifft, kann Ellen Al mühsam dazu überreden, im Rahmen einer Benefizveranstaltung aufzutreten.
Die Organisatoren dieser Veranstaltung sind nur widerwillig bereit, Jolson überhaupt auftreten zu lassen und platzieren ihn an letzter Stelle ihres Programmablaufs. Obwohl viele Leute den Saal bereits verlassen haben, als Al singt, fesselt er all diejenigen, die bleiben, auf ihren Stühlen. Im Publikum sitzt auch Col. Bryant, der nun wieder als Filmproduzent arbeitet. Er beschließt, Al mit einer Idee für einen Film auf der Grundlage seines eigenen Lebens zu ködern. Am nächsten Tag schlägt Bryant vor, dass Al neue Versionen seiner berühmten alten Lieder singen sollte, die dann von dem Schauspieler, der ihn spielen wird, lippensynchron „gesungen“ werden. Die neuen Aufnahmen kommen gut an, und der junge Schauspieler Larry Parks wird ausgewählt, um Al im Film zu spielen. Bei der Probeaufführung ist Al derart nervös, dass er fast eine Überdosis Beruhigungsmittel schluckt. Doch dies ist unnötig, denn der Streifen wird ein voller Erfolg. Seine Plattenverkäufe steigen daraufhin wieder, und er erhält seine eigene Show im Radio. Schon zu der nächsten Vorstellung sind Ellen und Papa Yoelson gekommen und strahlen angesichts Als Erfolg um die Wette.

## Produktionsnotizen
Die Dreharbeiten zu Jolson Sings Again fanden zwischen dem 11. November und dem 24. Dezember 1948 statt. Die Uraufführung war am 17. August 1949. In Deutschland wurde der Film nicht gezeigt.
Die Filmbauten schuf Walter Holscher, Jean Louis die Kostüme. Morris Stoloff übernahm die musikalische Leitung. Jolsons Stimme im Film ist zu hören, er tritt jedoch nicht vor die Kamera.
Jolson Sings Again erhielt drei Oscar-Nominierungen: Einen für das Beste Drehbuch (Sidney Buchman), einen für die Beste Kamera (William Snyder) und einen für die Beste Musik (George Duning und Morris Stoloff). Alle Nominierten gingen leer aus.

## Kritiken
Im Movie & Video Guide heißt es: „Versuch, The Jolson Story fortzusetzen, ist nur teilweise von Erfolg gekrönt und eine Kuriosität at its best … besonders wenn Parks (in der Rolle des Jolson) Parks (sich selber spielend) begegnet“.

„Entspannt euch und genießt einfach.“

Halliwell‘s Film Guide konstatierte: „Lebhafte, routinierte, ziemlich hohle Fortsetzung …“.